# Emil Robert Meinhold
Friedrich Emil Robert Meinhold (* 17. Juli 1824 in Schweinsburg; † 26. September 1880 ebenda) war ein deutscher Rittergutsbesitzer und konservativer Politiker.

## Leben
Der Sohn von Christian Friedrich Meinhold und seiner Ehefrau Johanne Christiane geb. Gütner erhielt von 1838 bis 1843 seine höhere Schulbildung an der königlichen Landesschule in Grimma. Anschließend studierte er Rechtswissenschaft in Heidelberg  und Leipzig. Seit 1844 war er Mitglied des Corps Misnia Leipzig. 1847 nahm er an der Versammlung deutscher Land- und Forstwirte teil. Von seinem Vater übernahm er das Rittergut Schweinsburg.
Meinhold war als Referendar in Dresden tätig und seit dem 20. Februar 1858 mit Marie Katharina von Nostitz-Drzewiecki (1835–1880), Tochter von Hans Karl Friedrich von Nostitz-Drzewiecki und dessen Ehefrau Charlotte geb. von Schönberg, verheiratet. In Schweinsburg war er Vorstand des Landwirtschaftlichen Vereins und Friedensrichter. Von 1860 bis 1862 war Meinhold stellvertretender Abgeordneter der Rittergutsbesitzer des Erzgebirgischen Kreises in der II. Kammer des Sächsischen Landtags. Vom 9. November 1866 bis zu seinem Tod gehörte er als Rittergutsbesitzer durch königliche Ernennung der I. Landtagskammer an.

## Schriften
- Zur Chronik des Schlosses Schweinsburg. In: Archiv für die Sächsische Geschichte, 2 (1864), S. 143 ff (Digitalisat)